# Auroraholmen
Auroraholmen ist eine Insel vor der Mirny-Küste der Peter-I.-Insel in der Bellingshausen-See. Sie liegt 1 km östlich des östlichen Ausläufers des Kap Eva.
Norwegische Wissenschaftler benannten sie nach der Aurora, dem Schiff der 8. Norwegischen Antarktisexpedition (1986–1987).